# Spoďároví skřítci
Spoďároví skřítci (v anglickém originále Gnomes) je sedmnáctý díl druhé řady amerického komediálního animovaného televizního seriálu Městečko South Park. 

## Děj
Školní rada je názoru, že pan Garrison neseznamuje své žáky se současností. Žáci dostanou za úkol vypracovat v týmech referát a přednést ho druhý den před městským výborem. Stan, Kyle, Eric a Kenny jsou v týmu s Tweekem, který jim navrhne, aby napsali o skřítcích, kteří se mu vloupávají do pokoje a berou mu spodní prádlo. Tweekovu otci nabídne zástupce kávové společnosti Harbucks 500 000 dolarů, když mu koupí svou kavárnu. Tweekův otec to ale odmítá a zástupce mu vyhrožuje konkurencí. Kluci u Tweeka žádné skřítky nevidí, ale Tweekův otec za ně vypracuje referát na téma rozpínavosti korporací pod příslibem, že neprozradí skutečného autora, s čímž chlapci souhlasí. Výboru se referát líbí a s kluky začne organizovat kampaň proti korporacím. Kluci objeví skřítky, kteří se kradením spodního prádla chtějí dostat do zisku a zeptají se jich, co ví o korporacích. Kluci na základě jejich přednášky vystoupí na shromáždění příznivců rodinného ponikání a vyjádří pozitivní vztah ke korporacím. S jejich názorem souhlasí i Tweekova matka, které se nelíbilo, že jsou malí kluci zneužíváni kampaní. Pochválí Harbucksovu kávu a všichni se nakonec usmíří.